# Diócesis de Itapipoca
La diócesis de Itapipoca (en latín: Dioecesis Itapipocana y en portugués: Diocese de Itapipoca) es una circunscripción eclesiástica de la Iglesia católica en Brasil. Se trata de una diócesis latina, sufragánea de la arquidiócesis de Fortaleza, que tiene al obispo Rosalvo Cordeiro de Lima como su ordinario desde el 7 de octubre de 2020.

## Territorio y organización
La diócesis tiene 11 266 km² y extiende su jurisdicción sobre los fieles católicos de rito latino residentes en 16 municipios del estado de Ceará: Itapipoca, Amontada, Apuiarés, Irauçuba, Itapajé, Itarema, Miraíma, Paracuru, Paraipaba, Pentecoste, São Luís do Curu, Tejuçuoca, Trairi, Tururu, Umirim y Uruburetama.
La sede de la diócesis se encuentra en la ciudad de Itapipoca, en donde se halla la Catedral de Nuestra Señora de la Gracia.
En 2019 en la diócesis existían 28 parroquias agrupadas en 5 zonas pastorales.

## Historia
La diócesis fue erigida el 13 de marzo de 1971 con la bula Qui summopere del papa Pablo VI, obteniendo el territorio de la arquidiócesis de Fortaleza y de la diócesis de Sobral.

## Estadísticas
De acuerdo al Anuario Pontificio 2020 la diócesis tenía a fines de 2019 un total de 454 640 fieles bautizados.
| Año                                                                             | Población            | Población | Población      | Sacerdotes | Sacerdotes    | Sacerdotes    | Bautizados por sacerdote | Diáconos permanentes | Religiosos | Religiosos | Parroquias |
| Año                                                                             | Bautizados católicos | Total     | % de católicos | Total      | Clero secular | Clero regular | Bautizados por sacerdote | Diáconos permanentes | Varones    | Mujeres    | Parroquias |
| ------------------------------------------------------------------------------- | -------------------- | --------- | -------------- | ---------- | ------------- | ------------- | ------------------------ | -------------------- | ---------- | ---------- | ---------- |
| 1976                                                                            | 333 554              | 342 987   | 97.2           | 14         | 10            | 4             | 23 825                   |                      | 8          | 29         | 13         |
| 1980                                                                            | 361 189              | 373 081   | 96.8           | 15         | 10            | 5             | 24 079                   |                      | 5          | 36         | 14         |
| 1990                                                                            | 380 000              | 399 000   | 95.2           | 21         | 19            | 2             | 18 095                   |                      | 3          | 34         | 21         |
| 1999                                                                            |                      |           |                | 27         | 24            | 3             |                          |                      | 3          | 45         | 20         |
| 2000                                                                            | 389 300              | 422 000   | 92.3           | 29         | 26            | 3             | 13 424                   |                      | 3          | 45         | 20         |
| 2001                                                                            | 380 700              | 412 000   | 92.4           | 28         | 23            | 5             | 13 596                   |                      | 11         | 33         | 18         |
| 2002                                                                            | 401 404              | 446 606   | 89.9           | 26         | 21            | 5             | 15 438                   |                      | 5          | 43         | 18         |
| 2003                                                                            | 402 933              | 446 606   | 90.2           | 34         | 29            | 5             | 11 850                   |                      | 5          | 38         | 18         |
| 2004                                                                            | 402 933              | 446 606   | 90.2           | 27         | 23            | 4             | 14 923                   |                      | 4          | 51         | 18         |
| 2006                                                                            | 412 000              | 457 000   | 90.2           | 34         | 30            | 4             | 12 117                   |                      | 12         | 46         | 19         |
| 2013                                                                            | 428 000              | 475 000   | 90.1           | 46         | 43            | 3             | 9304                     | 1                    | 16         | 79         | 24         |
| 2016                                                                            | 443 910              | 487 000   | 91.2           | 45         | 42            | 3             | 9864                     | 11                   | 40         | 42         | 25         |
| 2019                                                                            | 454 640              | 498 760   | 91.2           | 48         | 45            | 3             | 9471                     | 11                   | 19         | 69         | 28         |
| Fuente: Catholic-Hierarchy, que a su vez toma los datos del Anuario Pontificio. |                      |           |                |            |               |               |                          |                      |            |            |            |

## Episcopologio
- Paulo Eduardo Andrade Ponte † (25 de junio de 1971-20 de marzo de 1984 nombrado arzobispo de São Luís do Maranhão)
- Benedito Francisco de Albuquerque (4 de enero de 1985-25 de mayo de 2005 retirado)
- Antônio Roberto Cavuto, O.F.M.Cap. (25 de mayo de 2005-7 de octubre de 2020 retirado)
- Rosalvo Cordeiro de Lima, desde el 7 de octubre de 2020